# Karl Gottschlich
Karl Gottschlich (* 23. Dezember 1703 in Neurode in der ehemaligen Grafschaft Glatz (heute zu Polen); † 10. September 1770) war deutscher Theologe, Jurist und Schriftsteller.
Gottschlich verdankte seine Elementarbildung dem Jesuitenorden, in den er 1719 eingetreten war. Zwei Jahre lang lehrte er dort die Humaniora, drei Jahre die Dichtkunst und 21 Jahre die höheren Wissenschaften. Er war auch Kanzler der Universität Olmütz, drei Jahre lang Rektor dieser Hochschule und fünf Jahre Vorsteher des dortigen Konvikts. Mit der philosophischen Magisterwürde vereinigte er noch den akademischen Grad eines Doktors des kanonischen Rechts und der Theologie.

## Schriften
Unter Gottschlichs Schriften, größtenteils dogmatischen und exegetischen Inhalts, sind vorzugsweise zu nennen:
- Angelus naturae sublimitate, numeris excellentia, attributorum varietate admirandus, Prag 1750
- Scientia divina simplicis intelligentiae, visionis et media theologice proposita; cum dissertatione dogmatico-critica de providentia, praedestinatione et reprobatione, Prag 1750
- Continuatio quaestionum theologicarum dogmatico-critico-historicarum in Geneseos caput I a versu secundo, Prag 1750
- De decretis divinis, opus theologico-scholasticum, cum lucubratione apologetica, cui titulus: Honor posthumus P. Jo. From, Olmütz 1753

Für die Rechtsgeschichte nicht unwichtig war folgendes von Gottschlich verfasstes Werk:
- Dispensatio in lege et leges dispensationum, sive quaestiones et resolutiones de modis relaxandi obligationem ex lege, votis, sacramentis, impedimentis …, Prag 1752